# Chlorophytum angustiracemosum
Chlorophytum angustiracemosum är en sparrisväxtart som beskrevs av Karl von Poellnitz. Chlorophytum angustiracemosum ingår i släktet ampelliljor, och familjen sparrisväxter. Inga underarter finns listade i Catalogue of Life.